# Erich Pitzschler
Erich Hermann Pitzschler (* 1. August 1895 in Gößnitz, Sachsen-Altenburg; † 20. Mai 1962 in Friedrichshafen) war ein deutscher kaufmännischer Direktor, Parteifunktionär und Kommunalpolitiker (NSDAP).

## Leben
Nach dem Schulbesuch schlug er eine Ausbildung zum Techniker ein. Als solcher ließ er sich in der sächsischen Landeshauptstadt Dresden nieder, wo er 1924 Selma Johanna Meinel heiratete. Zum 27. August 1925 trat er der NSDAP bei (Mitgliedsnummer 15.948). Er kandidierte am 13. November 1932 erfolgreich bei der Kommunalwahl und wurde einer von 22 Stadtverordneten aus den Reihen der NSDAP in Dresden. Zu diesem Zeitpunkt war er Justizangestellter.
Pitzschler sorgte als Stadtverordneter u. a. dafür, dass durch eine SA-Abteilung gegen den Protest des damaligen Amtsgerichtspräsidenten am 9. März 1933 Hakenkreuz- und schwarzweißrote Fahnen dauerhaft auf dem Dresdner Amtsgerichtsgebäude in der Lothringer Straße gehisst wurden, nachdem sie bereits am Vortag dort gehangen hatten, aber wieder eingeholt worden waren.
Im Mai 1933 erhielt Pitzschler einen Sitz im Aufsichtsrat der Gemeinnützigen Wohnungsbau-AG (Gewobag) in Dresden, deren Vorstand und kaufmännischer Direktor er bereits im Oktober 1933 wurde. Im Oktober 1933 wurde er Mitglied des Aufsichtsrates der Dresdner Straßenbahn AG und im Januar 1934 außerdem in den Aufsichtsrat der Dresdner Baugemeinschaft gewählt.
Nachdem der bisherige NSDAP-Kreisleiter Sigfrid Mangler am 15. März 1934 von diesem Amt dispensiert und in den Mitarbeiterstab der NSDAP-Gauleitung berufen worden war, wurde Pitzschler als bisheriger NSDAP-Organisationsleiter und Stadtverordneter zum vorläufigen Kreisleiter Dresdens ernannt.
Unmittelbar nach dem Röhm-Putsch bekannte sich Pitzschler als Vorsitzender der Stadtverordnetensitzung zur vorgenommenen „Säuberungsaktion“ und legte für die Landeshauptstadt Dresden ein feierliches Treuegelöbnis zu Adolf Hitler ab.
Wegen zu starker Inanspruchnahme als Vorstand der Gewobag bat Pitzschler bereits im Juni 1934 um vorzeitige Abberufung von dem ihm kommissarisch übertragenen Amt des NSDAP-Kreisleiters, was der Gauleiter Martin Mutschmann genehmigte. Sein Amtsnachfolger wurde der bisherige Kreisleiter von Zwickau, Hellmut Walter. Pitzschler blieb hingegen stellvertretender Stadtverordnetenvorsteher.
In der Gewobag widmete er sich vornehmlich der Altstadtsanierung in Dresden und brachte 1937 gegenüber der Lokalpresse seine Freude und Stolz zum Ausdruck, „an der Beseitigung des Wohnungselendes mitzuwirken“. Daneben war er maßgeblich mit der Gewobag am geplanten Bau „der ersten nationalsozialistischen Großsiedlung Sachsens, der 450 Häuser fassenden Mustersiedlung Niedersedlitz“ 1938 beteiligt.
Spätestens nach Ende des Zweiten Weltkrieges verließ er Dresden. Er starb 1962 in Baden-Württemberg.